# Vinogradi Ludbreški
Vinogradi Ludbreški – wieś w Chorwacji, w żupanii varażdińskiej, w mieście Ludbreg. W 2011 roku liczyła 648 mieszkańców.